# Medina

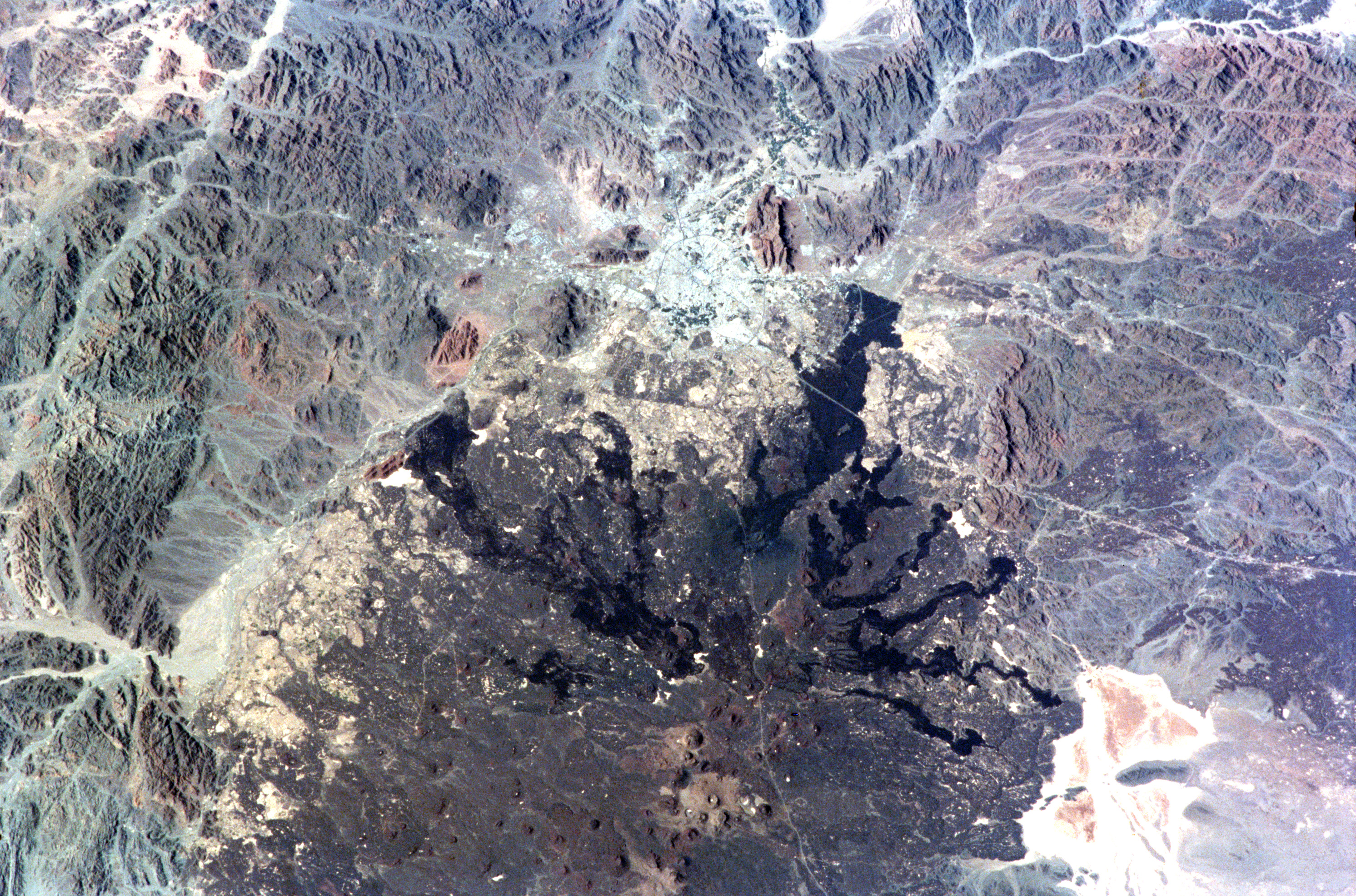
Satellitenbild von Medina und dem südlich davon befindlichen Lavafeld Harrat Rahat

Medina, offiziell al-Madīna al-munawwara (arabisch المَدِينَةُ المُنَوَّرَة ‚die erleuchtete Stadt‘), im westlichen Saudi-Arabien ist nach Mekka die zweitwichtigste heilige Stadt des Islam. In ihr befindet sich die Prophetenmoschee mit dem Grab des islamischen Propheten Mohammed. Die Stadt zählt 1.411.599 Einwohner (2022), davon sind über 40 Prozent Ausländer und knapp 60 Prozent Saudis. Ein Teil der Stadt ist nach islamischem Recht wie Mekka ein Haram (heiliger Bezirk) und war bis 2022 für Nichtmuslime gesperrt. Seither ist die Stadt – mit Ausnahme der Prophetenmoschee – für alle Menschen zugänglich.

## Name
In vorislamischer Zeit hieß Medina Yathrib (يثرب / Yaṯrib), ein Name, der als Jathrippa bei Claudius Ptolemäus und Stephanos von Byzanz und als Ythrb in minäischen Inschriften belegt ist. Dieser Name kommt auch einmal (Sure 33:13) im Koran vor.
Der arabische Name al-Madīna, der von reichsaramäisch מדינתא Medīnta, deutsch ‚Gerichtsort, Stadt‘ abgeleitet ist, wurde wahrscheinlich schon in vorislamischer Zeit von der mehrheitlichen jüdischen Bevölkerung von Yathrib als Bezeichnung für ihre Stadt verwendet. Er ist mit dem hebräischen Wort din verwandt, das die Bedeutung von „Gericht“ hat und in dieser Bedeutung auch mehrfach im Koran vorkommt, insbesondere in der Zusammensetzung yaum ad-dīn („Tag des Gerichts“, z. B. Sure 1:4; 70:26; 82:15). Als Gattungsbezeichnung für Städte wird das Wort madīna, Plural madāʾin, auch mehrfach im Koran verwendet. Auf die Oase von Yathrib bezogen, begegnet das Wort dagegen nur in vier Koranversen aus relativ später Zeit, nämlich in Sure 9:101, 9:120, 33:60 und 63:8. Möglicherweise war es dort noch nicht als Eigenname intendiert. Das Gleiche gilt für sein Vorkommen im letzten Satz der Gemeindeordnung von Medina, wo es heißt: „wer zu Haus bleibt, geniesst Sicherheit in der Medina“, denn in der Präambel und in zwei anderen Passagen des Textes wird für den Ort der Eigenname Yathrib verwendet.
Der Name al-Madīna wird häufig auch als eine Abkürzung für Madīnat an-nabī („Stadt des Propheten“) gedeutet, doch ist dieser Ursprung angesichts der Verwendung im Koran, wo das Wort mehrfach, insbesondere in Sure 63:8, auf die Munāfiqūn bezogen wird, eher unwahrscheinlich. Das schmückende Attribut al-munawwara („die Erleuchtete“), das heute dem offiziellen Namen der Stadt beigegeben wird, hat keine Grundlage im Koran oder im Hadith, sondern ist eine moderne Hinzufügung. Der saudische Gelehrte Muhammad ibn al-Uthaymin hat in einer Fatwa geurteilt, dass die Verwendung dieses Attributs nicht verboten sei, man die Stadt jedoch besser al-Madīna an-nabawīya („Die prophetische Stadt“) nennen solle.
Neben der Bedeutung „Stadt“ wird der Begriff Medina in heutiger Zeit auch zur Bezeichnung der historischen Altstädte in nordwestafrikanischen Regionen verwendet (z. B. die „Medina von Marrakesch“). Der Medinawurm ist nach der Stadt benannt, hat aber ein anderes Verbreitungsgebiet.

## Geschichte

### Vorislamische Zeit
Yathrib wird in den Harran-Inschriften erwähnt. Dort wird berichtet, dass der babylonische König Nabonid 552 v. Chr. seinen Regierungssitz nach Tayma verlegte und mit seinem Heer zunächst unter anderem gegen Yathrib sowie Dedan zog. Später unterwarfen sich die arabischen Fürsten dem Babylonierkönig und schlossen mit ihm Frieden: Da ihre Waffen vorher von Nergal zerbrochen wurden, kamen sie alle und verneigten sich vor meinen Füßen. Nabonids Interesse für diese Region wird wohl der Wunsch gewesen sein, die strategisch wichtige Route des Weihrauchhandels zu kontrollieren.
Die Banu Quraiza und die Banū n-Nadīr wanderten vermutlich im Jahre 70 nach Yathrib. Wahrscheinlich folgten ihnen dann im fünften Jahrhundert die arabischen Stämme Chazradsch und Aus, wo sie zunächst den dort schon lebenden Juden unterworfen waren. Die Araber konnten jedoch die alteingesessene jüdische Bevölkerung in Abhängigkeit bringen und wurden Herren der Stadt.
Vor Mohammeds Ankunft in Yathrib gab es in der Umgebung Yathribs eine generationenlange Fehde mit diesen jüdischen und arabischen Stammesgruppen auf beiden Seiten, die zu einer allgemeinen Erschöpfung führte. Die jüdischen Banu Quraiza waren dabei, wie der ihnen freundschaftlich verbundene jüdische Stamm der Banu Nadir, mit dem arabischen Stamm der Banu Aus (und deren Unterstämmen), einem der beiden mächtigsten Stämme Yathribs, verbündet, während der dritte jüdische Stamm, die Banu Qainuqa, mit dem mächtigsten Stamm, den Chazradsch (und deren Unterstämmen), verbündet war. Abgesandte der Banu Aus und Banu Chazradsch besuchten 621 zum ersten Mal Mohammed in Mekka und luden ihn in ihre Stadt ein, um dort als Streitschlichter zwischen den beiden verfeindeten Stämmen zu dienen.

### Von der Hidschra bis zum Kalifat ʿUthmāns
Im Jahre 622 verrichteten 73 Männer und zwei Frauen aus Yathrib, die zum Islam konvertiert waren, die Wallfahrt nach Mekka und gaben Mohammed und seinen Anhängern das Versprechen, sie so zu schützen wie ihre eigenen Stammesangehörigen. Dieser Eid ist auch als „Huldigung des Krieges“ (baiʿat al-ḥarb) bekannt. Auf der Grundlage dieser Vereinbarung vollzogen in der nachfolgenden Zeit etwa 70 mekkanische Muslime mit ihren Angehörigen die Hidschra, d. h., sie wanderten nach Medina aus. Zuletzt unternahmen Mohammed und Abū Bakr diesen Schritt. Sie erreichten den Ort Qubā' im Süden der Oase von Medina am 12. Rabīʿ al-awwal (= 24. September 622).
Mohammed bewirkte in der Zeit nach seiner Ankunft eine Einigung in der Stadt, indem alle Beteiligten einem von ihm konzipierten Pakt, der sogenannten Gemeindeordnung von Medina, in der die künftigen Beziehungen der Stämme Yathribs zueinander geregelt wurden, zustimmten. Seine damalige Moschee und sein Wohnhaus stellen heute einen Teil der „Moschee des Gesandten“ (Prophetenmoschee) dar. Er lud die gesamte Stadt ein, der neuen Religion, dem Islam, zu folgen, konnte die meisten Juden allerdings nicht überzeugen. Unter den arabischen Neumuslimen opponierten die nur scheinbar bzw. ohne großen Enthusiasmus und zum Teil auch die Scharia ablehnend zum Islam konvertierten sogenannten „Heuchler“ um Ibn Ubayy († 631) und seinen Mitherrscher Abu ʿAmir und paktierten mit den Mohammed größtenteils feindlich gesinnten Juden Medinas. Zwei der drei größten jüdischen Stämme der Oase wurden nach Zwischenfällen und einer Belagerung ihrer jeweiligen Gebiete aus der Stadt vertrieben: Die Banu Qainuqa (624) und die Banu Nadir (625). Nach der sogenannten Grabenschlacht im Jahre 627 wurden aufgrund vorgeworfenen Verrats des Stammes an den Muslimen alle Männer der Banu Quraiza gemäß einem auf dem Alten Testament (Deuteronomium) beruhenden Richterspruch getötet, ihre Frauen und Kinder in die Sklaverei verkauft. Nach der Exekution der Quraiza verblieb bis zu ihrer Vertreibung aus der Arabischen Halbinsel unter ʿUmar ibn al-Chattāb, dem zweiten der vier sogenannten rechtgeleiteten Kalifen, nur noch eine kleine jüdische Minderheit in Medina, die den Muslimen gegenüber keine offene Feindschaft hegte.
Seit der Hidschra bildete Medina das Zentrum des islamischen Gemeinwesens. Auch nach der Eroberung von Mekka im Jahre 630 verlagerte Mohammed seinen Wohnsitz nicht zurück nach Mekka. Bis zum Kalifat von ʿUthmān ibn ʿAffān blieb Medina die wichtigste Stadt des Islam und de facto die Hauptstadt des Kalifats. Unter den ersten vier Kalifen erweiterte sich das islamische Reich schnell und umfasste bald Jerusalem, Ktesiphon und Damaskus.

### Spätere Zeit
Nach dem Tod von ʿUthmān ibn ʿAffān verlagerte sich das Zentrum des islamischen Staates von Medina weg. Der vierte Kalif ʿAlī ibn Abī Tālib herrschte von Kufa aus, die Umayyaden hatten ihre Hauptstadt in Damaskus.
Während der späteren Umayyadenzeit entwickelte sich Medina zu einer Hochburg der Qadariten-Bewegung. Die qadaritische Lehre wurde hier wahrscheinlich von Maʿbad al-Dschuhanī selbst eingeführt, der als Begründer und Haupt dieser Bewegung gilt. Ibn Hadschar al-ʿAsqalānī zitiert in seinem Werk Tahḏīb at-Tahḏīb einen Bericht, wonach Maʿbad von seinem ursprünglichen Wohnort Basra nach Medina kam und dort einige Menschen „verdarb“ (qadima l-Madīnata wa-afsada bi-hā nāsan). Der 765 verstorbene Traditionarier Ibn Hurmuz wird mit dem Ausspruch zitiert, dass es in seiner Jugendzeit nur einen einzigen Mann in Medina gegeben habe, der der Qadar-Lehre verdächtigt wurde, nämlich Maʿbad al-Dschuhanī. Hieraus lässt sich schließen, dass es in späterer Zeit erheblich mehr waren. Insgesamt sind elf bedeutende Vertreter der qadaritischen Lehre im Medina des 8. Jahrhunderts namhaft zu machen. Zu ihnen gehörte auch der Prophetenbiograph Ibn Ishāq. In der zweiten Hälfte des 8. Jahrhunderts wurde Medina das Zentrum einer bedeutenden Rechtsschule, die von Mālik ibn Anas angeführt wurde. 762 war es Schauplatz des alidischen Aufstandes von Muhammad an-Nafs az-Zakīya.
974 umgab der buyidische Herrscher Adud ad-Daula den inneren Bereich der Stadt mit einer Mauer. Sie wurde 1145 durch den zengidischen Wesir al-Dschawād al-Isfahānī erneuert. 1517 kam Medina unter osmanische Herrschaft.

### Neuere Zeit / 20. Jahrhundert
Seit 1908 war Medina der südliche Endpunkt der Hedschasbahn. 1908 wurde neben dem Bahnhof vom türkischen Sultan Abdülhamid II. auch die Ambariya-Moschee errichtet. Medina, das über Jahrhunderte hinweg nominell zum Osmanischen Reich gehört hatte, wurde Anfang 1919 gegen den Widerstand Ömer Fahrettin Paschas von den Briten und deren Verbündetem Hussein bin Ali eingenommen. Hussein bin Ali hatte sich bereits 1916 zum König des Hedschas ausgerufen. Der Betrieb der Hedschasbahn dauerte – mit den Unterbrechungen im Ersten Weltkrieg – bis 1924, als die Stadt von Truppen Ibn Sauds erobert wurde. 1932 wurde das „Königreich des Hedschas und Nadschd“ in „Arabisch-Saudisches Königreich“ (Saudi-Arabien) umbenannt.
In den Anlagen des ehemaligen Bahnhofs wurde im Jahr 2006 ein Eisenbahnmuseum eröffnet. Zu den höheren Bildungseinrichtungen zählen die 1961 gegründete Islamische Universität Medina und die Taibah-Universität, die 2003–2004 gegründet wurde.

## Bevölkerungsentwicklung
Die Bevölkerung der Agglomeration Medina stieg von nur 51.000 im Jahr 1950 auf knapp 1,4 Millionen heute an. Bis 2035 wird ein weiterer Anstieg auf 1,8 Millionen erwartet.
| Jahr | Einwohnerzahl |
| ---- | ------------- |
| 1950 | 51.000        |
| 1960 | 58.000        |
| 1970 | 129.000       |
| 1980 | 284.000       |
| 1992 | 608.295       |
| 2004 | 920.069       |
| 2010 | 1.100.093     |
| 2022 | 1.411.599     |

## Söhne und Töchter der Stadt
- ʿAbdallāh ibn Saba' (600–670), Anhänger des Kalifen ʿAlī ibn Abī Tālib und Begründer der schiitischen Ghulāt-Tradition
- Safīya bint Huyaiy (610–670), elfte Ehefrau des Propheten Mohammed
- Anas ibn Mālik (612/614–708/714), Gefährte und Diener des Propheten Mohammed
- al-Hasan ibn ʿAlī (625–670), wird von den Schiiten als zweiter Imam verehrt
- Al-Husain ibn ʿAlī (626–680), dritter Imam der Schiiten
- ʿUrwa ibn az-Zubair (634/635–712/713), Traditionarier und Historiograph der Frühzeit des Islams
- Saʿīd ibn al-Musaiyab (636/642–712/713), islamischer Rechtsgelehrter, Traditionarier und Traumdeuter
- Al-Hasan al-Basrī (642–728), muslimischer Theologe und Koranexeget
- al-ʿAbbās ibn ʿAlī (647–680), schiitischer Märtyrer
- Abd al-Malik ibn Qatan al-Fihri (um 654–741), arabischer Militärführer
- ʿAlī ibn Husain Zain al-ʿĀbidīn (658–713), Urenkel des Propheten Mohammed
- Muhammad al-Bāqir (676/677–732/736), fünfter Imam der Imamiten und vierter Imam der Ismailiten
- Dschaʿfar as-Sādiq (699/703–765), sechster Imam der Imamiten
- Ibn Ishāq (um 704–767), arabischer Historiker und Biograph des Propheten Mohammed
- Mālik ibn Anas (708/715–795), Begründer der malikitischen Rechtsschule (Madhhab)
- Al-Wāqidī (747–823), arabischer Historiker
- ʿAlī ibn Mūsā ar-Ridā (768–818), achter Imam nach dem Glauben der Zwölferschiiten (Imamiten)
- Fātima bint Mūsā (790–817), Tochter des 7. Imam
- Muhammad al-Dschawād (811–835), neunter Imam nach dem Glauben der Zwölferschiiten (Imamiten)
- ʿAlī al-Hādī an-Naqī (828–868), zehnter Imam nach dem Glauben der Zwölferschiiten (Imamiten)
- Hasan al-ʿAskarī (846–874), elfter Imam nach dem Glauben der Zwölferschiiten (Imamiten)
- Mohamed Hamzah Charara (1924–2012), Diplomat
- Walid bin Abdulkarim Al-Khuraiji (* 1958), Diplomat und Politiker
- Jamal Khashoggi (1958–2018), Journalist
- Hamzah Falatah (* 1972), Fußballspieler
- Rida Tukar (* 1975), Fußballspieler
- Osamah al-Shanqiti (* 1976), Leichtathlet
- Chalid Aziz (* 1981), Fußballspieler
- Malik Muadh (* 1981), Fußballspieler
- Salman al-Faraj (* 1989), Fußballspieler
- Abdullah Abkar Mohammed (* 1997), Sprinter

## Klimatabelle
|                       | Jan  | Feb  | Mär  | Apr  | Mai  | Jun  | Jul  | Aug  | Sep  | Okt  | Nov  | Dez  |   |      |
| Mittl. Tagesmax. (°C) | 23,2 | 26,6 | 30,2 | 34,7 | 38,9 | 42,2 | 41,2 | 42,1 | 41,4 | 36,2 | 29,6 | 24,5 | ⌀ | 34,3 |
| Mittl. Tagesmin. (°C) | 11,6 | 13,5 | 16,8 | 20,8 | 24,7 | 27,3 | 28,0 | 28,3 | 27,0 | 21,6 | 16,9 | 12,7 | ⌀ | 20,8 |
|                       |      |      |      |      |      |      |      |      |      |      |      |      |   |      |
| Niederschlag (mm)     | 6,0  | 1,2  | 9,5  | 12,5 | 5,4  | 0,0  | 0,0  | 0,0  | 0,0  | 1,0  | 11,0 | 5,3  | Σ | 51,9 |
|                       |      |      |      |      |      |      |      |      |      |      |      |      |   |      |
| Luftfeuchtigkeit (%)  | 39   | 31   | 27   | 23   | 17   | 12   | 13   | 14   | 13   | 20   | 32   | 38   | ⌀ | 23,2 |

| 11,6 |

| 13,5 |

| 16,8 |

| 20,8 |

| 24,7 |

| 27,3 |

| 28,0 |

| 28,3 |

| 27,0 |

| 21,6 |

| 16,9 |

| 12,7 |

| 11,6 |

| 13,5 |

| 16,8 |

| 20,8 |

| 24,7 |

| 27,3 |

| 28,0 |

| 28,3 |

| 27,0 |

| 21,6 |

| 16,9 |

| 12,7 |